# آلدرنی
آلدرنی (فرانسوی: Aurigny‎) یک جزیره در شمال جزیره‌های مانش است که بخشی از قلمرو پیشکاری گرنزی است و جزو قلمروهای وابسته به تاج بریتانیای کبیر محسوب می‌گردد. این جزیره ۳ مایل (۴٫۸ کیلومتر) طول و ۱٫۵ مایل (۲٫۴ کیلومتر) عرض دارد و مساحت آن ۳ مایل مربع (۷٫۸ کیلومتر مربع) است، که سومین جزیره بزرگ در مجموعه جزیره‌های کانال مانش است.